# Castell de Vilarig
El castell de Vilarig, actualment una masia, està situat al municipi de Cistella, a peu de la carretera que porta a Vilarig. Està declarat bé cultural d'interès nacional.

## Descripció

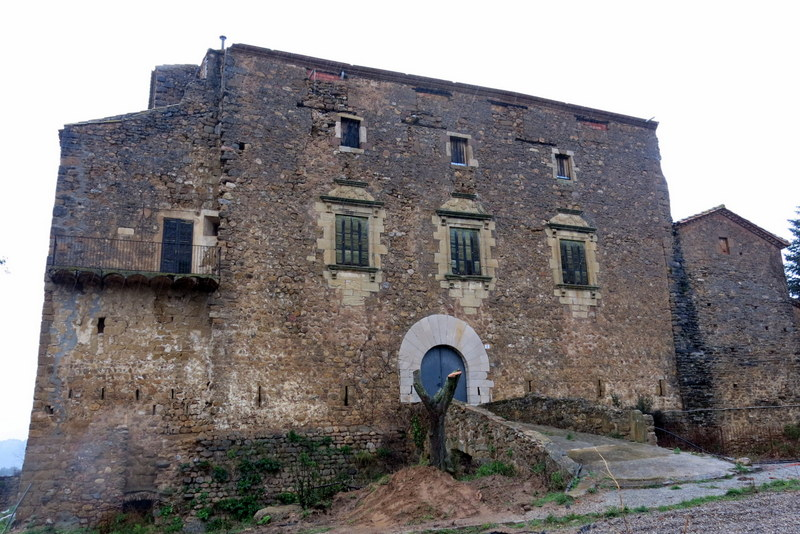
Castell de Vilarig (març 2015)

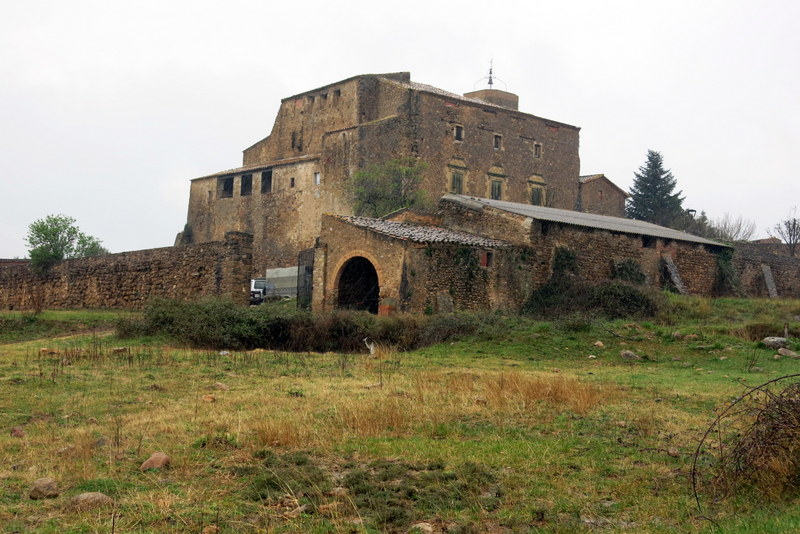
Castell de Vilarig (març 2015)

És un edifici de planta rectangular amb pati central. La façana principal està encarada a llevant, i davant d'ella resten els valls, excavats en la roca natural, de conglomerat. El mur és reforçat per un talús de còdols i argamassa que forma el contravall. Un pont d'arc rebaixat dona accés a la porta per damunt del fossat. El portal, d'arc de mig punt, és de gran dovellatge, de pedra calcària. En aquesta façana hi ha un rest d'espitlleres. En el pis s'obren grans finestrals rectangulars amb decoració d'estil renaixentista idèntica en tots tres. Sobre la llinda una orla emmarca un escut en baix relleu. Aquestes obertures varen substituir les finestres coronelles gòtiques. El mur era emmerletat però en època posterior es construí una teulada al seu damunt. L'espai entre els merlets és aparedat; hi resten encara alguns garfis del mantellet. Com tots els murs exteriors del palau, l'aparell de la façana és de pedres sense escairar, còdols escapçats travats amb argamassa; no s'arriben a formar filades seguides de molta llargada.
Al mur de migdia del castell li fou afegit un cos d'edifici amb teulat d'un sol vessant, dels segles XVII-XVIII; amaga la part inferior de l'aparell antic, que sobresurt damunt el seu teulat. És un mur amb merlets on podem veure restes d'un matacà. La façana de ponent presenta un aparell d'aparença més antiga format per filades seguides de còdols escapçats. Hi ha finestres d'època posterior.
El mur nord, molt proper al de l'església, en el tram que correspon al cos occidental de l'edifici presenta l'aparell esmentat. La resta és com a la façana. Hi veiem vestigis d'un matacà i una rastellera de mènsules de pedra; al cim de tot, espitlleres petites. L'obra més destacable del pati interior és el parament del costat nord on hi trobem, filades en «opus spicatum» força ben marcat. L'antic albacar del castell, avui convertit en era, es troba molt ben marcat per les restes de la muralla exterior.
A tramuntana, del llenç de paret se'n conserven uns quatre o cinc metres d'altura, segons els llocs. Hi ha un rest d'espitlleres petites rectangulars. El mur de llevant té menys altura: uns tres metres en tota la seva longitud. Al centre hi havia una portalada de la qual resten els muntants de carreus escairats. El llenç de migdia té uns dos metres d'altura; hi veiem nombroses espitlleres. Del tram de ponent només en resta un fragment d'uns tres metres de llargada prop de la cantonada de migdia. Hi ha també sageteres. El castell palau conserva restes d'una fortificació alt-medieval. L'aparell en espiga del pati central i el de còdols escapçats de l'ala de ponent són d'inicis del romànic.

## Història
L'any 978 ja surt esmentat el lloc en un document del comte-bisbe Miró on donà un alou in «villa Redi» al monestir de Sant Pere de Besalú. La documentació del castell és molt més tardana. L'any 1214 morí Ramon de Vilarig, prior de la comunitat de Santa Maria d'Ullà. El 1245 hi havia un canonge anomenat Joan de Vilarig. Aquestes dues notícies fan pensar que ja hi devia haver un llinatge i un castell o casa forta. L'any 1318 s'esmenten uns capítols matrimonials entre Ramon de Sagarriga i Elisenda, filla de Jofre de Vilarig. En un fogatjament de l'any 1359 es troba una referència al castell i el terme de Vilarig, on vivien 28 famílies que eren d'un cavaller.
Als segles xiv i xv dos abats de la comunitat de Vilabertran devien procedir de la família dels senyors de Vilarig: Ermengol (1333-47) i Gaufred (mort el 1403). A l'inici del segle xv, Bernat de Vilarig tingué un paper important prop del rei.